# Пухля
Пу́хля (англ. Waddles) — персонаж из мультсериала «Гравити Фолз», любимый домашний питомец Мэйбл, которого она выиграла на Ярмарке Чудес в эпизоде «Свинья путешественника во времени».

## Появления
Первый раз Пухля появляется в заставке «Гравити Фолз», где Мэйбл обнимает его.

### 1 сезон
Впервые в сериале Пухля появляется в эпизоде «Свинья путешественника во времени», где Мэйбл выигрывает его на аттракционе «Выиграй свинью», которым владеет фермер Спротт. Она разглядывает свиней, пока одна из них не хрюкнула. Мэйбл не понимает, что она сказала и переспрашивает, сказала ли она «Мэйбл» или «Мебель». Принимая это за знак, она говорит Спротту, что обязана выиграть свинью. Он даёт ей подсказку, называя свинью «7-килограммовой». Когда Мэйбл угадывает вес свиньи, Спротт удивляется, говоря, что она ясновидящая. Девочка берёт поросёнка, называет его Пухлей и быстро сдруживается с ним.
Связь между Мэйбл и Пухлей укрепляется, когда они путешествуют во времени: она выигрывает его снова и снова, и они вместе едят пиццу и фотографируются. К сожалению, в одном из исходов будущего, где Диппер не попадал в Вэнди и она не начинает встречаться с Робби, Пухлю выигрывает Пасифика Нортвест. Поняв, сколько Пухля значит для Мэйбл, Диппер перемещается назад во времени и приносит в жертву шанс начать встречаться с Вэнди, позволяя сестре повторно выиграть Пухлю. Чтобы показать свою благодарность, Мэйбл посылает Пухлю к карамельным яблокам Робби. Пухля опрокидывает на Робби кастрюлю с горячей водой, из-за чего у него болезненно сжимаются джинсы.
В эпизоде «Бой бойцов» Пухля сидит рядом с Мэйбл, когда она играет в карты с дядей Стэном. Также он встречается в эпизоде, когда Мэйбл перед боем спрашивает, не хочет ли Диппер, чтобы она снова натравила Пухлю на Робби, ссылаясь на прошлый эпизод. Потом Пухля появляется с Мэйбл, когда она общается со Стэном по поводу его боязни высоты. В следующий раз он сидит рядом с Мэйбл, когда Диппер готовится к предстоящему бою с Робби.
В эпизоде «Летоуин» Пухля сидит в Хижине Чудес, вместо того, чтобы колядовать с Мэйбл, Кэнди Чиу и Грендой. На Летоуин он одет как офисный работник. Позже дядя Стэн использует Пухлю, чтобы отпугнуть двух детей, делая так, чтобы они подумали, что он выходит из его живота. В конце эпизода Пухля ест конфеты, полученные Стэном, и смотрит фильмы ужасов всю оставшуюся ночь. В титрах Гренда, Кэнди и Мэйбл фотографируют Пухлю, добавляя подписи, подобно интернет-мемам, как например «lolcat».
В эпизоде «Мэйбл — босс» Пухля, поедая чипкрекеры, вместе с Диппером, Мэйбл и Стэном смотрит «Колесо денег». Когда Мэйбл становится боссом Хижины Чудес, она делает Пухлю своим секретарём. В конце эпизода Мэйбл спрашивает Пухлю, что тот думает по поводу извинительной песни Стэна, на что он хрюкает.
В эпизоде «Бездна!» Мэйбл, Вэнди и Зус играли в вариацию бутылочки, названную «Крути-верти свинью», в которой они вращали Пухлю, и на кого он показывал, тот должен был поцеловать его. Позже он появляется в истории Мэйбл «Зубы правды», когда она просит совета у Пухли, а затем делает вид, что он отвечает.
В «Ковре-обормоте» Пухля отдыхает на ковре, а Зус ему завидует. Когда Зус гладит его по голове, они меняются телами. Когда это происходит, Зус оставляет Хижину Чудес, отправляясь в «приключения», а Пухля ходит по Хижине, разглядывая вещи, чтобы съесть их. В конце концов Пухля останавливается в сувенирном отделе и начинает жевать одежду. Когда заходит Вэнди и видит, что Пухля, находящийся в теле Зуса, жуёт одежду, она говорит, что «зайдёт попозже». Когда Стэн говорит Зусу, что будет платить ему меньше, Пухля кладёт ему руку на лицо и начинает сопеть, тем самым беспокоя его. Вскоре Стэн сдаётся и повышает ему зарплату. Потом в Хижину заходит девушка, чтобы спросить дорогу; Пухля (в теле Зуса) видит дверь и идёт через неё, а девушка, думая, что он показывает дорогу, следует за ним. Позже Зус и Пухля возвращаются в свои тела.
Пухля кратко появляется в эпизоде «Любовное безумие», когда сидит у Кэнди, пока девочки готовятся пойти на концерт группы «Пару раз». Потом его обнимает Диппер, когда слышит, что Вэнди почти рассталась с Робби. Он снова появляется, когда Дип Крис гладит его по голове, спрашивая: «Как жизнь, девочка?».
В эпизоде «Земля до начала свиней» Пухлю похищает птеродактиль, а Мэйбл организовывает миссию, чтобы спасти его. В конце Дядя Стэн, победив птеродактиля, спасает Пухлю.
В эпизоде «Мозгоскрёбы» Пухля коротко показывается в начале. Он лежит позади Мэйбл, когда она и Диппер играют в морской бой. Затем, когда дядя Стэн зовёт близнецов вниз, Пухля просыпается, но не убегает с близнецами.
В эпизоде «Гидеон восстаёт» Пухля появляется на вечеринке в честь закрытия Хижины Чудес, где Гидеон Глифул представляет его людям как Малыша Гидеона-младшего, талисмана Гидеонленда. Позже, когда Гидеон листает Дневник № 2, Пухля пытается сбежать через окно, но мальчик, использовав свисток, заставляет Пухлю вернуться в угол комнаты. Позже, когда раскрыли мошенничество Гидеона, Мэйбл подбрасывает Пухлю, а потом ложится с ним на ковёр возле камина.

### 2 сезон
В эпизоде «Зомби-караоке» Пухля появляется на вечеринке в честь повторного открытия Хижины Чудес. Во время атаки зомби он, Мэйбл и Диппер убегают от них. Позже появляется Стэн и они вместе одерживают победу над зомби.
В эпизоде «Гольфовая война» Пухля появляется в начале, когда ест с Диппером. Когда Зус и семья Пайнс уходят, Зус говорит ему, чтобы он присматривал за хижиной.
В эпизоде «Носочная опера» Пухля играет роль в носочной опере Мэйбл.
В истории «Поросячья мечта» эпизода «Магазинчик страшилок» Пухля съедает порошок из гриба-мозговика, который Диппер приложил ко лбу, чтобы разгадать головоломку. Пухля становится чрезвычайно умным и строит машину, чтобы быстро передвигаться и разговаривать. Он также использует свой интеллект, чтобы закончить Бог-знает-сколько-гранник, построить реактивный ранец, лазерный пистолет и Ускоритель мозгов. Позже, понимая, что проводить время с ближайшими друзьями важнее, чем заниматься исследованиями, Пухля, нажмя на кнопку, снижает свой интеллект до своего обычного с помощью устройства, которое он сам же и сделал. В данном эпизоде «умного» Пухлю озвучил астрофизик Нил Деграсс Тайсон. О своём опыте озвучивания свиньи он заявил следующее: «Я фанат того, чтобы помогать чему-либо становиться умнее. Даже если это свинья».
Незадолго до событий эпизода «Бог любви» он при помощи Диппера, Мэйбл, Вэнди, Кэнди и Гренды, использовавших клейкую ленту, вступил в брак с козлом Гомперсом.
В эпизоде «Не тот, кем кажется» Пухлю оцепили лентой правительственные агенты, когда штурмовали Хижину Чудес.
В эпизоде «Странногеддон. Часть 2: Побег из реальности» Пухля присутствовал в Мэйбленде. На нём Мэйбл, Диппер и Вэнди спаслись из этого мира.
В эпизоде «Странногеддон. Часть 3: Вернём Гравити Фолз» Пухля помогает управлять Хижино-троном, являясь оператором пушки. В конце лета Мэйбл пытается попрощаться с ним, но заставить себя это сделать не может. Она сообщает, что не может взять Пухлю домой — родители не позволят. Притворяющийся разочарованным от жизни с Пухлей в течение лета, Стэн относит поросёнка в автобус и сообщает, что родителям Диппера и Мэйбл придётся узнать, каково это иметь дома свинью, хотят они того или нет. Когда водитель автобуса пытается выгнать Пухлю из автобуса, Стэн и Форд угрожают ему, что переубеждает его. В последний раз Пухля появляется с детьми во время их поездки в автобусе спящим, а также в некоторых эпизодах в титрах.

## Оценки
В интервью Time создатель «Гравити Фолз» Алекс Хирш отметил, что причина, по которой у Мэйбл есть домашняя свинья по кличке Пухля, заключается в том, что его сестра-близнец Ариэль всегда мечтала завести домашнюю свинью.
Исследователи Д. Г. Дудицкая и А. С. Жук пишут, что российский переводчик, давший название свинье «Пухля», подчёркивает её вес и внешний вид. В переводе с английского слово waddles означает «ходить вразвалку», «переваливаться с ноги на ногу». Исследователи предположили, что такое прозвище переводчик создал исходя из возможной ассоциации на том факте, что это свинья, которая может с трудом передвигаться из-за большого веса.
Исследовательница Е. А. Малевинская отмечает, что в одной из историй эпизода «Магазинчик страшилок» необычно высокий для свиньи интеллект Пухли подчёркивается менее эмоциональным словарным запасом и более сложными грамматическими конструкциями, не являющимися разговорными. Например Пухля использует метафору «наука — это бескрайние горизонты поиска, а не осязаемый приз в руках», что увеличивает противоречие между самим персонажем и необычным и невозможным для него поведением в данной ситуации. Он образно сравнил науку с дальними горизонтами, к которым необходимо стремиться, и осязаемой наградой, более доступной человеку. Последняя фраза Пухли «А ещё я хочу, чтобы мне почесали животик» противоречит тому, что он сказал ранее, и добавляет комический эффект.
Гаррет Мартин из онлайн-журнала Paste в своём топе лучших персонажей Гравити Фолз отзывается о Пухле следующим образом: «Невозможно смотреть „Гравити Фолз“ и не влюбиться в очаровательную домашнюю свинку Мэйбл. <…> Пухля — это не персонаж, он идея, легенда, икона на века. Он затмевает все общепринятые представления о том, каким должен быть телеперсонаж, и было бы просто нечестно по отношению к другим персонажам пытаться противопоставить их его великолепному совершенству». Мартин отметил, что он не включил Пухлю в топ по причине того, что список «не может содержать всю совокупность того, что Пухля означает для „Гравити Фолз“ и мира в целом».
Аласдер Улкинс из The A.V. Club в анализе «Магазинчика страшилок» отмечает, что Пухля — милашка лишь в обычных обстоятельствах, поэтому в сериале раскрывается что-то «по-настоящему мощное», когда персонаж катается на самокате, а затем борется с козлом.

## Признание
В 2014 году Пухля был номинирован на кинопремию Kids’ Choice Awards в категории «Любимый анимационный напарник-животное».